# مرکز آلما (ویسکانسین)
مرکز الما، ویسکانسین (به انگلیسی: Alma Center, Wisconsin) یک Village (Wisconsin) و روستا در ایالات متحده آمریکا است که در شهرستان جکسون واقع شده‌است.

## خصوصیات
مرکز الما ۲٫۵۹ کیلومترمربع مساحت و ۵۰۳ نفر جمعیت دارد و ۲۹۹ متر بالاتر از سطح دریا واقع شده‌است.

## نگارخانه

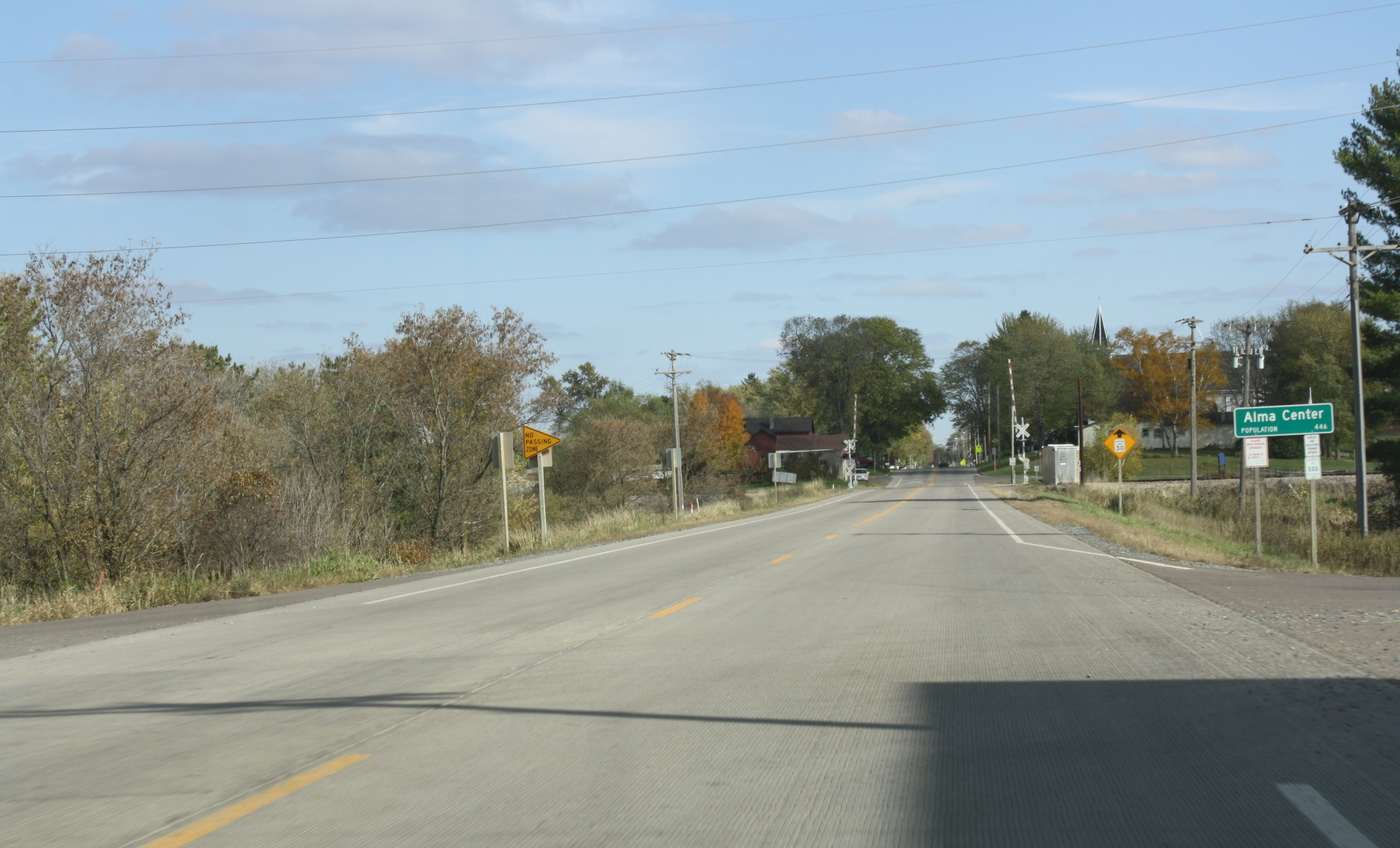
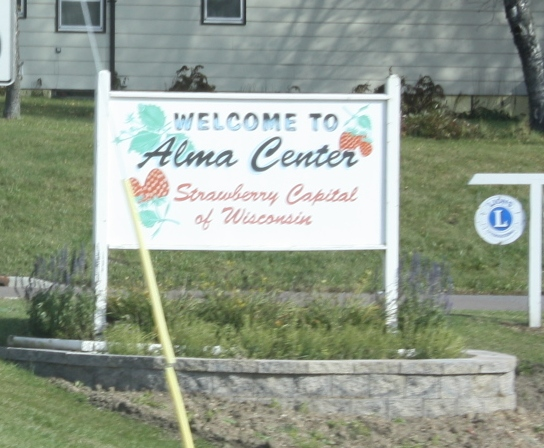